# Штефенештій-Ной
Штефенештій-Ной (рум. Ștefăneștii Noi) — село у повіті Арджеш в Румунії. Адміністративно підпорядковане місту Штефенешть.
Село розташоване на відстані 103 км на північний захід від Бухареста, 5 км на схід від Пітешть, 107 км на північний схід від Крайови, 102 км на південний захід від Брашова.

## Населення
За даними перепису населення 2002 року у селі проживали 2800 осіб. Рідною мовою 2798 осіб (99,9%) назвали румунську.
Національний склад населення села:
| Національність | Кількість осіб | Відсоток |
| -------------- | -------------- | -------- |
| румуни         | 2783           | 99,4%    |
| цигани         | 13             | 0,5%     |